# Йиксунит
Йиксуни́т — редкий минерал, интерметаллид платины и индия, содержит примеси других металлов платиновой группы. Синоним: исюньит.

## Общее описание
Йиксунит — минерал, встречающийся вместе с самородными кобальтом, медью и платиной в пироксенитах и амфиболитах. Впервые был найден в Китае возле реки Исюнь (пиньинь: Yixun) в 370 километрах к северу от Пекина, отсюда и название. Обладает крайне высокой плотностью — 18,26 г/см3 (18 тонн 260 килограмм в кубометре минерала).